# Tubbergen
Tubbergen é uma vila e um município dos Países Baixos, situado na província de Overissel. Tem 147,44 km² de área e sua população em 2020 foi estimada em 21.271 habitantes.